# Geoffrey Burbidge
Geoffrey Ronald Burbidge, född den 24 september 1925, död den 26 januari 2010, var en brittisk-amerikansk teoretisk fysiker och uppmärksammad professor vid University of California, San Diego. Burbidge är mest känd för sina bidrag till alternativa kosmologiska modeller som fortlöpande utmanade den gängse Big Bang-teorin.

## Vetenskapliga bidrag
Tillsammans med hustrun, Margaret Burbidge, var de 1957 aktiva medförfattare till en berömd översiktsartikel om stellär kärnsyntes , vilken refereras till som ”the B²FH paper”, efter de fyra författarnas initialer. De övriga två var den brittiske steady state-astronomen Hoyle och den amerikanske fysikern Fowler. Denna publikation  blev det första snabba bidraget att fylla flera viktiga hål i Hoyles steady state-teori. Detta arbete samlade och förfinade tidigare forskning till en ofta citerad bild, som gav svar på den observerade relativa förekomsten av grundämnena i kosmos.
Enligt Burbidge är universum i stor skala oscillerande. Det expanderar och drar ihop sig som sådant periodiskt över tiden utan början eller slut. Denna teori har genom sin kontroversiella natur skaffat Burbidge såväl gott som dåligt rykte i olika läger. Han betraktades välvilligt som en högt ansedd “broms” och han gav allmänt intrycket att själv uppskatta den beskrivningen.
Burbidge var direktör för Kitt Peak National Observatory från 1978 till 1984. Han var även redaktör för Annual Review of Astronomy and Astrophysics från 1974 till 2004.

### Kontroverser
Burbidges steady state modell är en modifikation av den gängse och föreställer sig liksom några andra teoretiker, som Jayant Narlikar, att universum uppstår genom många små smällar snarare än en stor smäll. Den anger att universum genomgår periodisk expansion och kontraktionsfaser, med en mjuk "återstuds" i stället för Big Bang. Således förklaras rödförskjutningen av att Universum under innevarande årmiljarder befinner sig i en expansionsfas. 
Särskilt Geoff Burbidge, William Tifft och Halton Arp, alla observationella astrofysiker, hävdade att det förekommer brister i hur observationer av rödförskjutningen hos galaxer och kvasarer överensstämmer med verkligheten. De två första blev uppmärksammade för uppslaget om periodicitet i rödförskjutningens fördelning hos galaxer och kvasarer. Ingående statistisk analys av rödförskjutningöversikter idag förefaller peka mot att periodicitet utöver vad som kan hänföras till kosmos storskaliga struktur saknas.
Under kvasarkontroverserna på 1970-talet, hyste dessa astronomer även åsikten att de höga rödförskjutningar, som kvasarer uppvisar, inte beror på deras otroliga avstånd utan snarare på en oförklarad "intrinsic redshift"-mekanism som borde vara orsak till periodiciteterna och ställa Big Bang i tvivelaktig dager. 

## Publikationer i urval
- Fred Hoyle, Geoffrey Burbidge and Jayant Narlikar, A Different Approach to Cosmology, Cambridge University Press (2000). ISBN 0-521-66223-0.

## Ärebetygelser
Utmärkelser
- Warner-priset, med sin fru (1959)
- Bruce-medaljen (1999)
- Royal Astronomical Society Guldmedalj (2005)
- National Academy of Sciences Award for Scientific Reviewing (2007)

### Eponymer
- Asteroid 11753 Geoffburbidge[11]